# Jordan Spieth
Jordan Alexander Spieth (Dallas, 27 luglio 1993) è un golfista statunitense.
Professionista dal 2012, ha vinto 2 Major nel 2015, il Masters e lo U.S. Open, per il quale risulta essere il più giovane vincitore dal 1923 e 1 Major nel 2017, il British Open Championship.

## Biografia
Spieth è nato a Dallas (Texas) da Shawn Spieth e Mary Christine Julius. Ha frequentato la St. Monica Catholic School e nel 2011 si è diplomato al Jesuit College Preparatory School.

### Amatoriale
Spieth ha vinto lo U.S. Junior Amateur nel 2009 e nel 2011, eguagliando Tiger Woods come plurivincitore. Ha conquistato due secondi posti (2008 e 2009) nello Junior PGA Championship. È stato nominato giocatore junior dell'anno nel 2009 dall'American Junior Golf Association.

### Professionista
Jordan Spieth è diventato golfista professionista nel 2012.

#### 2013
Spieth ha iniziato la stagione 2013 a gennaio al Farmers Insurance Open a Torrey Pines, mancando il taglio per due colpi. A marzo ha terminato in seconda posizione l'Open di Porto Rico e in settima posizione il Tampa Bay Championship. Ha raggiunto un altro piazzamento nella top ten ad aprile, all'RBC Heritage, in Carolina del Sud, terminando nono.
Il 14 luglio, circa due settimane prima di compiere vent'anni, Spieth ha vinto il torneo John Deere Classic a Silvis (Illinois), al termine di un playoff a tre contro Zach Johnson e David Hearn, divenendo il quarto più giovane vincitore nel circuito PGA Tour. Con questa vittoria Spieth si è garantito la partecipazione ai tre Major successivi U.S. Open 2013, PGA Championship 2013 e Masters 2014.
Cinque settimane dopo la sua prima vittoria, ha perso il playoff contro Patrick Reed al Wyndham Championship di Greensboro (Carolina del Nord); dopo un quarto posto al Deutsche Bank Championship di Norton (Massachusetts) è stato convocato dal capitano Fred Couples nella selezione statunitense per la Presidents Cup 2013.
Ha terminato la stagione al numero 22 del ranking mondiale.

#### 2014
Spieth ha debuttato al The Masters combattendo testa a testa con Bubba Watson, restando leader solitario per alcune buche nel giro finale, venendo poi superato da Watson e terminando il torneo in seconda posizione a pari merito con Jonas Blixt, diventando il più giovane ad arrivare in tale posizione nella storia del Masters.
Dopo aver partecipato al PGA Championship, è stato selezionato per partecipare alla Ryder Cup 2014, divenendo il più giovane golfista statunitense a giocare questa manifestazione dal 1929.
A novembre Spieth ha vinto il suo secondo torneo da professionista, aggiudicandosi l'Australian Open.
Una settimana più tardi, ha vinto l'Hero World Challenge in Florida.

#### 2015
Il 15 marzo Spieth si è aggiudicato il Valspar Championship a Palm Harbor (Florida), portandosi in sesta posizione nel ranking mondiale.
Ad aprile ha vinto il suo primo Major, trionfando all'Augusta Masters: ha chiuso da leader il primo giro (giocatore più giovane della storia), il secondo giro (-14, record nella storia del Masters) ed il terzo giro (-16, altro record). Nel giro finale è stato ad un passo dal punteggio record di Tiger Woods (-19), terminando però a -18 a causa di un bogey all'ultima buca. La vittoria del Major ha portato Spieth in seconda posizione del ranking mondiale.
Due mesi dopo allo U.S. Open a University Place (Washington) è arrivata per Spieth la seconda vittoria in un Major, terminato col punteggio di -5, un colpo meno di Dustin Johnson e Louis Oosthuizen.
Al The Open Championship è giunto in quarta posizione, ad un solo colpo dal playoff, mancato a causa di un bogey alla penultima buca, quando era co-leader.
Dopo il secondo posto al PGA Championship è diventato numero uno del ranking mondiale, restandoci per due settimane ad agosto e una a settembre.
Vincendo il Tour Championship ad Atlanta (quinto successo stagionale), si è aggiudicato la FedEx Cup 2015, incassando 10 milioni di dollari di montepremi, portando a 22030485 $ il suo guadagno stagionale.

#### 2016
Spieth ha iniziato l'anno vincendo il Hyundai Tournament of Champions alle Hawaii con un vantaggio di otto colpi su Patrick Reed. Il suo punteggio di -30 non è stato solo un record personale, ma è stata anche la seconda volta che un giocatore ha raggiunto -30 in un evento PGA Tour da 72 buche, dopo che Ernie Els aveva realizzato l'impresa nel 2003 nello stesso evento. Spieth ha anche eguagliato Tiger Woods, vincendo il suo settimo evento del PGA Tour prima dei 23 anni.
Nell'aprile 2016, Spieth ha chiuso con 66 colpi senza bogey il primo turno dell'Masters. Nel secondo turno ha totalizzato un punteggio di 74, precedendo di un colpo Rory McIlroy in testa al leaderboard e ha chiuso il terzo turno con 73 colpi. Nel round finale, dopo essere stato in testa con cinque colpi di vantaggio nelle prime nove buche, Spieth ha subito uno dei più grandi crolli nella storia del Masters: dopo gli spauracchi delle buche 10 e 11, Spieth ha colpito due palle in acqua alla buca 12 (par 3), realizzando un quadruplo-bogey. Finì secondo nel torneo, dietro a Danny Willett di tre colpi.
Il 29 maggio 2016, Spieth ha vinto il Dean & DeLuca Invitational a Fort Worth (Texas).
Spieth si è poi rifiutato di essere un membro del team di golf degli Stati Uniti alle Olimpiadi estive del 2016 a Rio de Janeiro.
Dopo una buona prestazione nel FedEx Cup Playoff, Spieth ha avuto un ruolo da protagonista nella vittoria degli Stati Uniti nella Ryder Cup 2016.
A novembre, Spieth ha vinto l'Australian Open nel PGA Tour of Australasia per la seconda volta in tre anni, chiudendo un round finale con 69 colpi per finire a -12 a pari merito con due avversari e conquistando il titolo nella prima buca dei playoff con un birdie. La vittoria è stata l'undicesima della sua carriera professionale e la terza del 2016.

#### 2022
A Hilton Head Island, in South Carolina, Jordan Spieth (69 68 68 66) vince il derby americano con Patrick Cantlay (66 67 70 68) e torna nella Top 10 mondiale, festeggiando il 13º titolo in carriera (cifra comprensiva di 3 Major) sul PGA Tour.
Nel settembre 2022, Spieth è stato selezionato per giocare nella squadra statunitense nella Presidents Cup 2022; ha vinto tutte e cinque le sue partite, di cui quattro in coppia con Justin Thomas.

## Vittorie professionali (16)

### PGA Tour vittorie (13)
| Legenda                      |
| Tornei Major (3)             |
| FedEx Cup playoff eventi (1) |
| Altri PGA Tour (9)           |

| No. | Data               | Torneo                          | Punteggio di vittoria | To par | Margine | Secondo/i                              |
| --- | ------------------ | ------------------------------- | --------------------- | ------ | ------- | -------------------------------------- |
| 1   | 14 luglio, 2013    | John Deere Classic              | 70-65-65-65=265       | −19    | Playoff | David Hearn, Zach Johnson              |
| 2   | 15 marzo, 2015     | Valspar Championship            | 70-67-68-69=274       | −10    | Playoff | Sean O'Hair, Patrick Reed              |
| 3   | 12 aprile, 2015    | Masters Tournament              | 64-66-70-70=270       | −18    | 4 colpi | Phil Mickelson, Justin Rose            |
| 4   | 21 giugno, 2015    | U.S. Open                       | 68-67-71-69=275       | −5     | 1 colpo | Dustin Johnson, Louis Oosthuizen       |
| 5   | 12 luglio, 2015    | John Deere Classic (2)          | 71-64-61-68=264       | −20    | Playoff | Tom Gillis                             |
| 6   | 27 settembre, 2015 | Tour Championship               | 68-66-68-69=271       | −9     | 4 colpi | Danny Lee, Justin Rose, Henrik Stenson |
| 7   | 10 gennaio, 2016   | Hyundai Tournament of Champions | 66-64-65-67=262       | −30    | 8 colpi | Patrick Reed                           |
| 8   | 29 maggio, 2016    | Dean & DeLuca Invitational      | 67-66-65-65=263       | −17    | 3 colpi | Harris English                         |
| 9   | 12 febbraio, 2017  | AT&T Pebble Beach Pro-Am        | 68-65-65-70=268       | −19    | 4 colpi | Kelly Kraft                            |
| 10  | 25 giugno, 2017    | Travelers Championship          | 63-69-66-70=268       | −12    | Playoff | Daniel Berger                          |
| 11  | 23 luglio, 2017    | The Open Championship           | 65-69-65-69=268       | −12    | 3 colpi | Matt Kuchar                            |
| 12  | 4 aprile, 2021     | Valero Texas Open               | 67-70-67-66=270       | −18    | 2 colpi | Charley Hoffman                        |
| 13  | 17 aprile, 2022    | RBC Heritage                    | 69-68-68-66=271       | −13    | Playoff | Patrick Cantlay                        |

## Tornei Major

### Vittorie (3)
| Anno | Campionato            | Punteggio             | Margine | Secondo classificato             |
| ---- | --------------------- | --------------------- | ------- | -------------------------------- |
| 2015 | Masters Tournament    | −18 (64–66–70–70=270) | 4 colpi | Phil Mickelson, Justin Rose      |
| 2015 | U.S. Open             | −5 (68–67–71–69=275)  | 1 colpo | Dustin Johnson, Louis Oosthuizen |
| 2017 | The Open Championship | −12 (65-69-65-69=268) | 3 colpi | Matt Kuchar                      |